# Championnat de Pologne de football 2024-2025
Navigation
Ekstraklasa 2023-2024 Ekstraklasa 2025-2026
La saison 2024-2025 de l'Ekstraklasa est la 99e saison de la première division polonaise. Les dix-huit meilleurs clubs du pays sont regroupés au sein d'une poule unique où ils s'affrontent à deux reprises, à domicile et à l'extérieur, jouant chacun 34 rencontres pour un total de 306 matchs.
Les trois premières places de ce championnat sont qualificatives pour les compétitions européennes que sont la Ligue des champions et la Ligue Conférence. Une quatrième place est attribuée au vainqueur de la coupe nationale qualifié pour la Ligue Europa.
Le Lech Poznań remporte son neuvième titre de champion de Pologne en terminant à un point de Raków Częstochowa.

## Clubs participants
- Raków Częstochowa
- Legia Varsovie
- Lech Poznań
- Pogoń Szczecin
- Piast Gliwice
- Górnik Zabrze
- KS Cracovia
- Zagłębie Lubin
- Radomiak Radom
- Stal Mielec
- Jagiellonia Białystok
- Korona Kielce
- Widzew Łódź
- Puszcza Niepołomice
- Śląsk Wrocław
- GKS Katowice - promu de D2
- Motor Lublin SA - promu de D2
- Lechia Gdańsk - promu de D2

## Compétition

### Règlement
Le classement est calculé avec le barème de points suivant : une victoire vaut trois points, le match nul un. La défaite ne rapporte aucun point.
À égalité de points, les critères de départage sont les suivants :
1. Résultats dans les confrontations directes (points puis différence de buts). Ce critère n'est appliqué que lorsque l'ensemble des matchs entre les équipes concernées ont été disputés.
2. Différence de buts générale ;
3. Nombre de buts marqués ;
4. Nombre de matchs gagnés ;
5. Nombre de matchs gagnés à l'extérieur ;
6. Nombre de points liés aux cartons jaunes et rouges (3 points pour un carton rouge, 1 pour un carton jaune)
7. Meilleure place au classement du fair-play ;
8. Tirage au sort.

### Classement
| Rang | Équipe                    | Pts | J  | G  | N  | P  | Bp | Bc | Diff |
| ---- | ------------------------- | --- | -- | -- | -- | -- | -- | -- | ---- |
| 1    | Lech Poznań               | 70  | 34 | 22 | 4  | 8  | 68 | 31 | +37  |
| 2    | Raków Częstochowa         | 69  | 34 | 20 | 9  | 5  | 51 | 23 | +28  |
| 3    | Jagiellonia Białystok T S | 61  | 34 | 17 | 10 | 7  | 56 | 42 | +14  |
| 4    | Pogoń Szczecin            | 58  | 34 | 17 | 7  | 10 | 59 | 40 | +19  |
| 5    | Legia Varsovie C          | 54  | 34 | 15 | 9  | 10 | 60 | 45 | +15  |
| 6    | KS Cracovia               | 51  | 34 | 14 | 9  | 11 | 58 | 53 | +5   |
| 7    | Motor Lublin P            | 49  | 34 | 14 | 7  | 13 | 48 | 59 | -11  |
| 8    | GKS Katowice P            | 49  | 34 | 14 | 7  | 13 | 49 | 47 | +2   |
| 9    | Górnik Zabrze             | 47  | 34 | 13 | 8  | 13 | 43 | 39 | +4   |
| 10   | Piast Gliwice             | 45  | 34 | 11 | 12 | 11 | 37 | 36 | +1   |
| 11   | Korona Kielce             | 45  | 34 | 11 | 12 | 11 | 37 | 45 | -8   |
| 12   | Radomiak Radom            | 41  | 34 | 11 | 8  | 15 | 48 | 52 | -4   |
| 13   | Widzew Łódź               | 40  | 34 | 11 | 7  | 16 | 38 | 49 | -11  |
| 14   | Lechia Gdańsk P           | 37  | 34 | 10 | 7  | 17 | 39 | 56 | -17  |
| 15   | Zagłębie Lubin            | 36  | 34 | 10 | 6  | 18 | 33 | 51 | -18  |
| 16   | Stal Mielec               | 31  | 34 | 7  | 10 | 17 | 39 | 56 | -17  |
| 17   | Śląsk Wrocław             | 30  | 34 | 6  | 12 | 16 | 38 | 53 | -15  |
| 18   | Puszcza Niepołomice       | 28  | 34 | 6  | 10 | 18 | 37 | 63 | -26  |

Qualifications européennes
Ligue des champions 2025-2026
- 1er : deuxième tour de qualification

Ligue Europa 2025-2026
- C : premier tour de qualification

Ligue Conférence 2025-2026
- 2e et 3e : deuxième tour de qualification

Relégation en I liga 2025-2026
- 16e au 18e : relégation

Abréviations
- Le Legia Varsovie  est le vainqueur de la Coupe de Pologne et se qualifie pour le premier tour de qualification de la Ligue Europa 2025-2026[2].

## Bilan de la saison
| Championnat de Pologne de football 2024-2025 |                              |
| Champion                                     | Lech Poznań (9e titre)       |
| Dauphin                                      | Raków Częstochowa            |
| Coupes et trophées                           |                              |
| Vainqueur de la Coupe de Pologne 2024-2025   | Legia Varsovie               |
| Vainqueur de la Supercoupe de Pologne 2024   | Jagiellonia Białystok        |
| Qualifications continentales                 |                              |
| Ligue des champions 2025-2026                | Lech Poznań                  |
| Ligue Europa 2025-2026                       | Legia Varsovie               |
| Ligue Conférence 2025-2026                   | Raków Częstochowa            |
| Ligue Conférence 2025-2026                   | Jagiellonia Białystok        |
| Promotions et relégations                    |                              |
| Promus en Ekstraklasa                        | Arka Gdynia                  |
| Promus en Ekstraklasa                        | Bruk-Bet Termalica Nieciecza |
| Promus en Ekstraklasa                        | Wisła Płock                  |
| Relégués en I liga                           | Stal Mielec                  |
| Relégués en I liga                           | Śląsk Wrocław                |
| Relégués en I liga                           | Puszcza Niepołomice          |